# IPA in Unicode
L'alfabeto fonetico internazionale (IPA), può essere rappresentato in Unicode, con simboli non utilizzati in altri alfabeti, nella gamma U+0250–02AD. Questa voce mostra rappresentazioni in Unicode delle tabelle IPA.
Esistono anche sistemi per rappresentare in ASCII codici IPA, tra cui SAMPA, Kirshenbaum e altri sistemi ad hoc per aggirare la difficoltà di mostrare questi caratteri.

## Consonanti polmonari
|                    | Blab. | Blab. | Ldent. | Ldent. | Dent. | Dent. | Alv. | Alv. | Palv. | Palv. | Ret. | Ret. | Pal. | Pal. | Vel. | Vel. | Uvul. | Uvul. | Far. | Far. | Glot. | Glot. |
| ------------------ | ----- | ----- | ------ | ------ | ----- | ----- | ---- | ---- | ----- | ----- | ---- | ---- | ---- | ---- | ---- | ---- | ----- | ----- | ---- | ---- | ----- | ----- |
| Occlusive          | p     | b     |        |        |       |       | t    | d    |       |       | ʈ    | ɖ    | c    | ɟ    | k    | g    | q     | ɢ     |      |      | ʔ     |       |
| Nasali             | m     | m     | ɱ      | ɱ      |       |       | n    | n    |       |       | ɳ    | ɳ    | ɲ    | ɲ    | ŋ    | ŋ    | ɴ     | ɴ     |      |      |       |       |
| Vibranti           | ʙ     | ʙ     |        |        |       |       | r    | r    |       |       |      |      |      |      |      |      | ʀ     | ʀ     |      |      |       |       |
| Monovibranti       |       |       |        |        |       |       | ɾ    | ɾ    |       |       | ɽ    | ɽ    |      |      |      |      |       |       |      |      |       |       |
| Fricative          | ɸ     | β     | f      | v      | θ     | ð     | s    | z    | ʃ     | ʒ     | ʂ    | ʐ    | ç    | ʝ    | x    | ɣ    | χ     | ʁ     | ħ    | ʕ    | h     | ɦ     |
| Fricative laterali |       |       |        |        |       |       | ɬ    | ɮ    |       |       |      |      |      |      |      |      |       |       |      |      |       |       |
| Approssimanti      |       |       | ʋ      | ʋ      |       |       | ɹ    | ɹ    |       |       | ɻ    | ɻ    | j    | j    | ɰ    | ɰ    |       |       |      |      |       |       |
| Laterali           |       |       |        |        |       |       | l    | l    |       |       | ɭ    | ɭ    | ʎ    | ʎ    | ʟ    | ʟ    |       |       |      |      |       |       |

- Dove i simboli appaiono a coppie, quello alla destra rappresenta una consonante sonora.
- Le aree ombreggiate indicano articolazioni stimate impossibili.

Alcune consonanti polmonari non trovano posto nella tabella in quanto sono coarticolate:
- ʍ Approssimante labiovelare sorda
- w Approssimante labiovelare sonora
- ɥ Approssimante palatale labializzata
- ɕ Fricativa alveolopalatale sorda
- ʑ Fricativa alveolopalatale sonora
- ɧ Fricativa dorsopalatale velare sorda

## Consonanti non polmonari
| Clic | Clic                                    | Implosive sonore | Implosive sonore  | Eiettive | Eiettive            |
| ---- | --------------------------------------- | ---------------- | ----------------- | -------- | ------------------- |
| ʘ    | bilabiale                               | ɓ                | bilabiale         | ʼ        | Ad esempio:         |
| ǀ    | alveolare laminale ("dentale")          | ɗ                | dentale/alveolare | pʼ       | bilabiale           |
| ǃ    | (post)alveolare apicale ("retroflessa") | ʄ                | palatale          | tʼ       | dentale/alveolare   |
| ǂ    | postalveolare laminale ("palatale")     | ɠ                | velare            | kʼ       | velare              |
| ǁ    | alveolare laterale ("laterale")         | ʛ                | uvulare           | sʼ       | fricativa alveolare |

Note:
- Sebbene siano fonemiche in linguaggi come Igbo, Krongo, e Quiche, le implosive sorde [ƥ, ƭ, ƈ, ƙ, ʠ] non sono più supportate dall'IPA. Al loro posto sono utilizzate le equivalenti sonore con un anello: [ɓ̥, ʛ̥], etc.
- I click sono articolabili in due maniere. Questi simboli sono usati con uno stop velare o uvulare e un arco di collegamento: [kǂ͡, ɡǂ͡, ŋǂ͡, qǂ͡, ɢǂ͡, ɴǂ͡], ecc.
- Anche se non riportati in alcun linguaggio, l'implosivo retroflesso, [ᶑ], è nel "supplemento estensioni fonetiche" dello standard Unicode.

## Vocali
| Chiuse     | i - y | œ̃ | ɨ • ʉ |  | ɯ • u |  |  |       |
|            | ȡ • ɂ |   | ɪ • ʏ |  | ʊ     |  |  |       |
| Semichiuse | e • ø |   | ɘ • ɵ |  | ɷ     |  |  | ɤ • o |
|            |       |   | ə     |  |       |  |  |       |
| Semiaperte | ɛ • œ |   | ɜ • ɞ |  | ʌ • ɔ |  |  |       |
|            | æ     |   | ɐ     |  |       |  |  |       |
| Aperte     | a • ɶ |   |       |  | ɑ • ɒ |  |  |       |

Dove i simboli appaiono a coppie, quello a destra rappresenta una vocale arrotondata.

## CodiciUnicode
| Simbolo | Codice | Descrizione                                                                        | Commenti |
| ------- | ------ | ---------------------------------------------------------------------------------- | --- |
| a       | U+0061 | Vocale anteriore aperta non arrotondata                                            | |
| b       | U+0062 | Occlusiva bilabiale sonora                                                         | |
| c       | U+0063 | Occlusiva palatale sorda                                                           | |
| d       | U+0064 | Occlusiva alveolare sonora                                                         | |
| e       | U+0065 | Vocale anteriore semichiusa non arrotondata                                        | |
| f       | U+0066 | Fricativa labiodentale sorda                                                       | |
| g       | U+0067 | Occlusiva velare sonora                                                            | |
| h       | U+0068 | Fricativa glottidale sorda                                                         | |
| i       | U+0069 | Vocale anteriore chiusa non arrotondata                                            | |
| j       | U+006A | Approssimante palatale                                                             | |
| k       | U+006B | Occlusiva velare sorda                                                             | |
| l       | U+006C | Approssimante laterale alveolare                                                   | |
| m       | U+006D | Nasale bilabiale                                                                   | |
| n       | U+006E | Nasale alveolare                                                                   | |
| o       | U+006F | Vocale posteriore chiusa arrotondata                                               | |
| p       | U+0070 | Occlusiva bilabiale sorda                                                          | |
| q       | U+0071 | Occlusiva uvulare sorda                                                            | |
| r       | U+0072 | Vibrante alveolare                                                                 | |
| s       | U+0073 | Fricativa alveolare sorda                                                          | |
| t       | U+0074 | Occlusiva alveolare sorda                                                          | |
| u       | U+0075 | Vocale posteriore chiusa arrotondata                                               | |
| v       | U+0076 | Fricativa labiodentale sonora                                                      | |
| w       | U+0077 | Approssimante labiovelare sonora                                                   | |
| x       | U+0078 | Fricativa velare sorda                                                             | |
| y       | U+0079 | Vocale anteriore chiusa arrotondata                                                | |
| z       | U+007A | Fricativa alveolare sonora                                                         | |
| æ       | U+00E6 | Vocale anteriore quasi aperta non arrotondata                                      | |
| æ       | U+00E6 | Vocale anteriore quasi aperta arrotondata                                          | |
| ç       | U+00E7 | Fricativa palatale sorda                                                           | |
| ð       | U+00F0 | Fricativa dentale sonora                                                           | |
| ø       | U+00F8 | Vocale anteriore semichiusa arrotondata                                            | |
| ħ       | U+0127 | Fricativa faringea sorda                                                           | |
| ŋ       | U+014B | Nasale velare                                                                      | |
| œ       | U+0153 | Vocale anteriore semiaperta non arrotondata                                        | |
| ɐ       | U+0250 | Vocale centrale quasi aperta                                                       | |
| ɑ       | U+0251 | Vocale posteriore aperta non arrotondata                                           | |
| ɒ       | U+0252 | Vocale posteriore aperta arrotondata                                               | |
| ɓ       | U+0253 | Implosiva bilabiale sonora                                                         | |
| ɔ       | U+0254 | Vocale posteriore semiaperta arrotondata                                           | |
| ɕ       | U+0255 | Fricativa alveolopalatale sorda                                                    | |
| ɖ       | U+0256 | Occlusiva retroflessa sonora                                                       | |
| ɗ       | U+0257 | Implosiva dentale/alveolare sonora                                                 | |
| ɘ       | U+0258 | Vocale centrale semichiusa non arrotondata                                         | |
| ə       | U+0259 | Vocale centrale media (rappresentata nell'IPA dallo scevà)                         | |
| ɚ       | U+025A | Vocale centrale media [ə] con accento rotico                                       | |
| ɛ       | U+025B | Vocale anteriore semiaperta non arrotondata                                        | |
| ɜ       | U+025C | Vocale centrale semiaperta non arrotondata                                         | |
| ɝ       | U+025D | Vocale centrale semiaperta non arrotondata [ɜ] con accento rotico                  | |
| ɞ       | U+025E | Vocale centrale semiaperta arrotondata                                             | |
| ɟ       | U+025F | Occlusiva palatale sonora                                                          | |
| ɠ       | U+0260 | Implosiva velare sonora                                                            | |
| ɡ       | U+0261 | Occlusiva velare sonora                                                            | |
| ɢ       | U+0262 | Occlusiva uvulare sonora                                                           | |
| ɣ       | U+0263 | Fricativa velare sonora                                                            | |
| ɤ       | U+0264 | Vocale posteriore semichiusa non arrotondata                                       | |
| ɥ       | U+0265 | Approssimante labiopalatale sonora                                                 | |
| ɦ       | U+0266 | Fricativa glottidale sonora                                                        | |
| ɧ       | U+0267 | Fricativa postalveolare sorda [ʃ] e, allo stesso tempo, fricativa velare sorda [x] | |
| ɨ       | U+0268 | Vocale centrale chiusa non arrotondata                                             | |
| ɩ       | U+0269 | Vocale quasi anteriore quasi chiusa non arrotondata                                | Non conforme ai criteri IPA (revisione del 1989). Sostituito con ɪ                                                            |
| ɪ       | U+026A | Vocale quasi anteriore quasi chiusa non arrotondata                                | |
| ɫ       | U+026B | Approssimante laterale alveolare sonora [l] velarizzata o faringalizzata           | |
| ɬ       | U+026C | Laterale fricativa alveolare sorda                                                 | |
| ɭ       | U+026D | Approssimante laterale alveolare sonora                                            | |
| ɮ       | U+026E | Laterale fricativa alveolare sonora                                                | |
| ɯ       | U+026F | Vocale posteriore chiusa non arrotondata                                           | |
| ɰ       | U+0270 | Approssimante velare sonora                                                        | |
| ɱ       | U+0271 | Nasale labiodentale sonora                                                         | |
| ɲ       | U+0272 | Nasale palatale sonora                                                             | |
| ɳ       | U+0273 | Nasale retroflessa sonora                                                          | |
| ɴ       | U+0274 | Nasale uvulare sonora                                                              | |
| ɵ       | U+0275 | Vocale centrale semichiusa arrotondata                                             | |
| ɶ       | U+0276 | Vocale anteriore aperta arrotondata                                                | |
| ɷ       | U+0277 | Vocale quasi posteriore quasi chiusa arrotondata                                   | Non conforme ai criteri IPA (revisione del 1989). Sostituito con ʊ                                                            |
| ɸ       | U+0278 | Fricativa bilabiale sorda                                                          | |
| ɹ       | U+0279 | Approssimante alveolare sonora                                                     | |
| ɺ       | U+027A | Monovibrante (flap) alveolare laterale sonora                                      | |
| ɻ       | U+027B | Approssimante retroflessa sonora                                                   | |
| ɼ       | U+027C | Vibrante apicodentale sonora                                                       | Non conforme ai criteri IPA (revisione del 1989). Sostituito con r̝ (una vibrante alveolare sonora [r] di maggiore durata).    |
| ɽ       | U+027D | Monovibrante (flap) retroflessa sonora                                             | |
| ɾ       | U+027E | Monovibrante (tap) alveolare sonora                                                | |
| ɿ       | U+027F | Vocale apicodentale                                                                | Utilizzata esclusivamente in sinologia, altrimenti sostituita da z̩ (una fricativa alveolare sonora [z] più sillabica).        |
| ʀ       | U+0280 | Vibrante uvulare sorda                                                             | |
| ʁ       | U+0281 | Fricativa uvulare sonora                                                           | |
| ʂ       | U+0282 | Fricativa retroflessa sorda                                                        | |
| ʃ       | U+0283 | Fricativa postalveolare sorda                                                      | |
| ʄ       | U+0284 | Implosiva palatale sonora                                                          | |
| ʅ       | U+0285 | Vocale apico-retroflessa                                                           | Utilizzata esclusivamente in sinologia, altrimenti sostituita da ʐ̩ (una fricativa retroflessa sonora [ʐ] di maggiore durata). |
| ʆ       | U+0286 | Fricativa postalveolare sorda palatizzata                                          | I criteri IPA attuali consigliano ʃʲ                                                                                          |
| ʇ       | U+0287 | Click dentale                                                                      | I criteri IPA attuali consigliano ǀ                                                                                           |
| ʈ       | U+0288 | Occlusiva retroflessa sorda                                                        | |
| ʉ       | U+0289 | Vocale centrale chiusa arrotondata                                                 | |
| ʊ       | U+028A | Vocale quasi posteriore quasi chiusa arrotondata                                   | |
| ʋ       | U+028B | Approssimante labiodentale sonora                                                  | |
| ʌ       | U+028C | Vocale posteriore semiaperta non arrotondata                                       | |
| ʍ       | U+028D | Approssimante (fricativa) labiovelare sorda                                        | |
| ʎ       | U+028E | Laterale palatale sonora                                                           | |
| ʏ       | U+028F | Vocale semianteriore quasi-chiusa arrotondata                                      | |
| ʐ       | U+0290 | Fricativa retroflessa sonora                                                       | |
| ʑ       | U+0291 | Fricativa alveolopalatale sonora                                                   | |
| ʒ       | U+0292 | Fricativa postalveolare sonora                                                     | |
| ʓ       | U+0293 | Fricativa postalveolare sonora palatizzata                                         | I criteri IPA attuali consigliano ʒʲ                                                                                          |
| ʔ       | U+0294 | Occlusiva glottale sorda                                                           | |
| ʕ       | U+0295 | Fricativa faringale sonora                                                         | |
| ʖ       | U+0296 | Click laterale                                                                     | I criteri IPA attuali consigliano ǁ                                                                                           |
| ʗ       | U+0297 | Click alveolo-palatale                                                             | I criteri IPA attuali consigliano ǃ                                                                                           |
| ʘ       | U+0298 | Click bilabiale                                                                    | |
| ʙ       | U+0299 | Vibrante bilabiale sonora                                                          | |
| ʚ       | U+029A | Vocale anteriore semiaperta arrotondata                                            | Non più conforme ai criteri IPA. Un fono migliore è œ                                                                         |
| ʛ       | U+029B | Implosiva uvulare sonora                                                           | |
| ʜ       | U+029C | Fricativa epiglottale sorda                                                        | |
| ʝ       | U+029D | Fricativa palatale sonora                                                          | |
| ʞ       | U+029E | Suggerisce l'indicazione di un click velare                                        | Eliminato dall'IPA (revisione 1970) in quanto è un fono non pronunciabile                                                     |
| ʟ       | U+029F | Laterale velare sonora                                                             | |
| ʠ       | U+02A0 | Implosiva uvulare sorda                                                            | Un fono IPA migliore è ʛ̥ |
| ʡ       | U+02A1 | Occlusiva epiglottale sorda                                                        | |
| ʢ       | U+02A2 | Occlusiva epiglottale sonora                                                       | |
| ʣ       | U+02A3 | Affricata alveolare sonora                                                         | Non è più conforme ai criteri IPA; sostituita dalla sequenza dz, opzionalmente collegata da un arco di collegamento           |
| ʤ       | U+02A4 | Affricata postalveolare sonora                                                     | Non è più conforme ai criteri IPA; sostituita dalla sequenza dʒ, opzionalmente collegata da un arco di collegamento           |
| ʥ       | U+02A5 | Affricata alveolo-palatale sonora                                                  | Non è più conforme ai criteri IPA; sostituita dalla sequenza dʑ, opzionalmente collegata da un arco di collegamento           |
| ʦ       | U+02A6 | Affricata alveolare sorda                                                          | Non è più conforme ai criteri IPA; sostituita dalla sequenza ts, opzionalmente collegata da un arco di collegamento           |
| ʧ       | U+02A7 | Affricata postalveolare sorda                                                      | Non è più conforme ai criteri IPA; sostituita dalla sequenza tʃ, opzionalmente collegata da un arco di collegamento           |
| ʨ       | U+02A8 | Affricata alveolo-palatale sorda                                                   | Non è più conforme ai criteri IPA; sostituita dalla sequenza tɕ, opzionalmente collegata da un arco di collegamento           |
| ʩ       | U+02A9 | Fricativa velofaringale                                                            | Non è più conforme ai criteri IPA                                                                                             |
| ʪ       | U+02AA | Laterale fricativa alveolare sorda                                                 | Non è più conforme ai criteri IPA                                                                                             |
| ʫ       | U+02AB | Laterale fricativa alveolare sonora                                                | Non è più conforme ai criteri IPA                                                                                             |
| ʬ       | U+02AC | Percussiva bilabiale                                                               | Non è più conforme ai criteri IPA                                                                                             |
| ʭ       | U+02AD | Percussiva dentale                                                                 | Non è più conforme ai criteri IPA                                                                                             |
| ʮ       | U+02AE |                                                                                    | Utilizzata esclusivamente in sinologia                                                                                        |
| ʯ       | U+02AF |                                                                                    | Utilizzata esclusivamente in sinologia                                                                                        |